# Себрина, Ольга Викторовна
Ольга Викторовна Себрина (19 апреля 1962) — советская и российская футболистка.

## Карьера
В футбол пришла в зрелом возрасте. Первой командой был московский «ЦСКА», который был закрыт через год по причине бесперспективности женского футбола в системе ЦСКА. Следующей командой стала «Снежана» (Люберцы), которую постигла участь финансовой несостоятельности. С карьерой в большом футболе было завершено.

## Командная статистика
ВНИМАНИЕ: Статистика может быть неполной, мы продолжаем добавлять данные.
| Выступление      | Выступление      | Выступление      | Лига | Лига | Кубок | Кубок | Итого | Итого |
| Клуб             | Лига             | Сезон            | Игры | Голы | Игры  | Голы  | Игры  | Голы  |
| ---------------- | ---------------- | ---------------- | ---- | ---- | ----- | ----- | ----- | ----- |
| ЦСКА             | высшая           | 1992             | 1    | 0    | —     | —     | 1     | 0     |
| ЦСКА             | высшая           | 1993             | 1    | 1    | —     | —     | 1     | 1     |
| ЦСКА             | Итого            | Итого            | 2    | 1    | —     | —     | 2     | 1     |
| Снежана          | высшая           | 1994             | 20   | 3    | —     | —     | 20    | 3     |
| Снежана          | высшая           | 1995             | 4    | 1    | —     | —     | 4     | 1     |
| Снежана          | Итого            | Итого            | 24   | 4    | —     | —     | 24    | 4     |
| Всего за карьеру | Всего за карьеру | Всего за карьеру | 26   | 5    | —     | —     | 26    | 5     |